# Klapka György tér (Komárom)

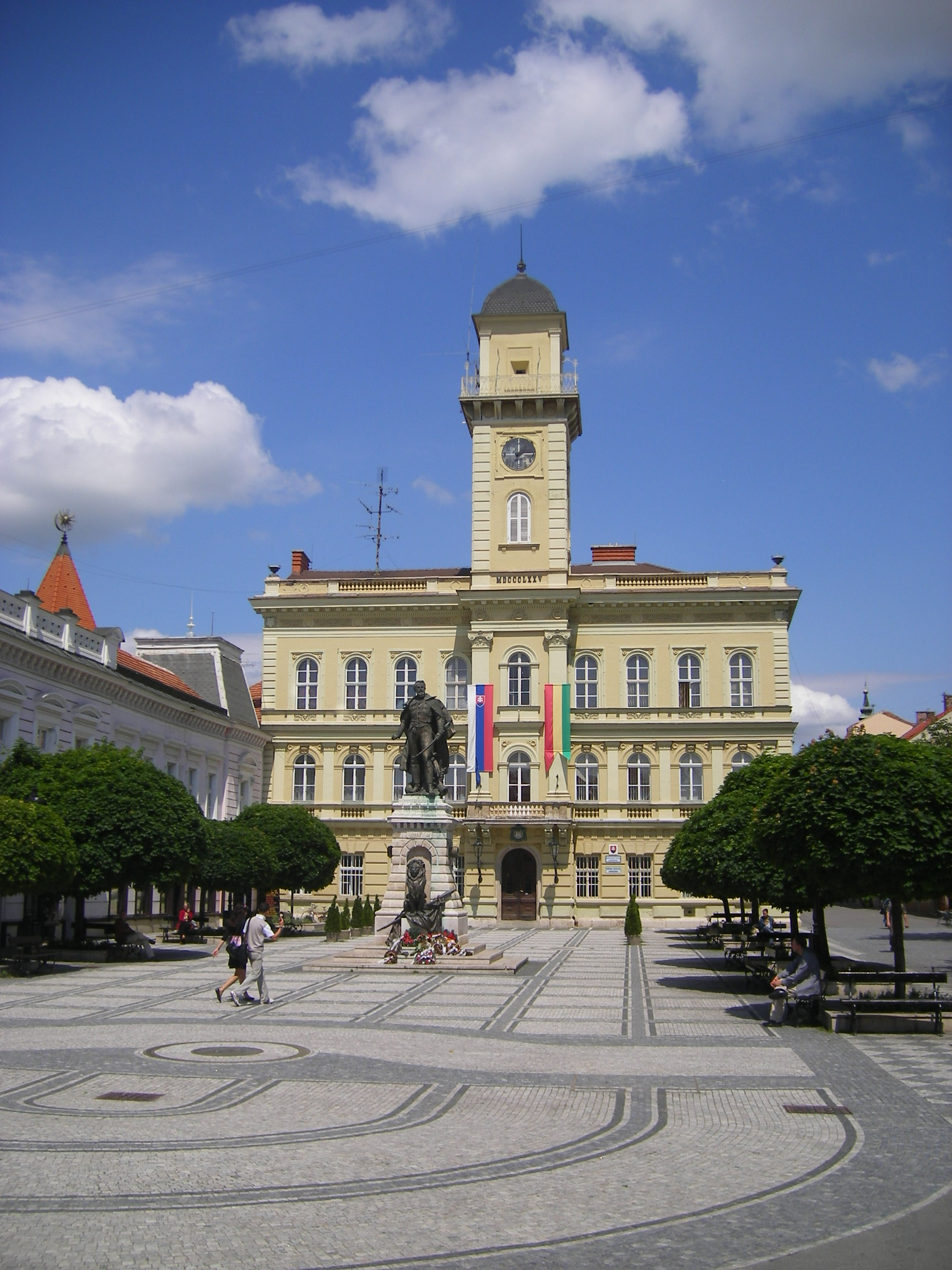
A Klapka tér

A Klapka György tér (szlovákul Námestie generála Klapku) Komárom főtere a történelmi városközpont szívében. Meghatározó épülete a városháza, előtte a tér névadójának, Komárom hős védőjének, Klapka György tábornoknak egész alakos szobra áll, melyet 1896-ban állítottak fel, majd (miután 1945-ben eltávolították) 1991-ben került vissza a térre. A szobor egyben Komárom város egyik szimbóluma.

## Története
A tér piactérként alakult ki a 17. század második felében. Korábban egy posványos tó volt itt, a város akkori keleti kapujánál. Ma a város legismertebb pontja, északi oldalán áll a városháza épülete, nyugatról a Zichy-palota, keletről a rendelőintézet épülete, délről a 19. században épült egyemeletes polgárházak övezik.

## Jelentősebb épületei
A városháza eredetileg 1718-1719-ben épült a vár előterében lebontott régi helyettesítésére, barokk stílusban. Az egyemeletes, 1767-ben toronnyal (tetején kétfejű sassal) ellátott épületet az 1763-as földrengés és az 1848-as tűzvész egyaránt romba döntötte. Mai formájában 1875-ben építették fel, az új kétemeletes, tűztoronnyal ellátott városházát december 28-án adták át.
A városháza előtti téren 1777-1878 között díszes vasrácsozatú kút állt, melyet a város János Szalvátor osztrák főhercegnek, a szegények adományozójának ajándékozott. A főherceg gmundeni kastélyának, a Schloss Ort-nak udvarán állította azt fel. 2000. június 14-én a díszkút hű másolatát egy időre újra felállították annak eredeti helyén (jelenleg a Tiszti pavilon udvarán látható). 1991-1992 során a tér a korábbi betonburkolat helyett díszes kövezetet kapott.
A tér keleti oldalán áll a volt rendelőintézet (poliklinika) kétemeletes épülete, mely 1884-ben épült Neÿ Béla tervei alapján bérháznak. Korábban az Aranykeresztes ház árkádos, egyemeletes épülete állt a helyén.
A déli oldal egyemeletes polgárházai közül a 3.-4. számút a Koczor iparos- és kereskedőcsalád birtokolta, a 7. számú épület helyén  állt az 1848-as tűzvészben elpusztult (1653-1658 között evangélikus templomként épült, 1673-ban jezsuita kézre jutott)  Szent János-templom.
A nyugati oldalon, a Megye és a Nádor utcák elágazásánál áll az 1936-1938-ban épült Kovách-gyógyszertár épülete (melynek helyén a komáromi szájhagyomány szerint Jókai Mór Aranyember című regényéből ismert Brazovics-ház állt), az előtt pedig a város legrégebbi köztéri szobra, a Szentháromság-szobor.
A tér legnagyobb épülete a nyugati oldalon álló Zichy-palota. A szabolcsi Zichy család 1659-ben lett a komáromi váruradalom birtokosa. A Puchaim család grófoktól 1659-ben és Buday Lázártól 1667-ben szerzett birtokokon építette fel barokk stílusú palotáját. A palota az 1763-as földrengésben elpusztult, ezután klasszicista stílusban építették újjá.
A 19. században a kibővített épület egyes részei más-más célt szolgáltak, 1827-ig működött itt színpad (ahol műkedvelő társulatok mellett Déryné Széppataki Róza is játszott), a város első zsinagógája, posta és sörcsarnok, valamint kőszénlerakat is. A huszadik században bérházként hasznosították, de számos üzlethelyiség is működött itt. 1944-ben a zsidó lakosokat innen hurcolták a nyilasok a Dunához, ahol a folyóba lőtték őket. 1976-ban az emeleti udvaron a Duna Menti Múzeum munkásmozgalmi (1992 óta legújabbkori) kiállítását nyitották meg. A tér felé eső oldalon boltok találhatóak, a sarki épületrésznél pedig a Klapka-étterem, falán Széchenyi István emléktáblájával. A városháza felé eső részben 1983-ban esketőtermet rendeztek be, melynek festettüveg-ablakait Mester Péter tervezte.
A Zichy-palota tágas udvarán alakították ki a város legújabb nevezetességét, az Európa-udvart, melynek tervezése és megépítése Litomericzky Nándor, Takács Péter és Peter Varga építészek nevéhez fűződik.
A korábban elhanyagolt belső udvaron 1999. február 13-án rakták le az udvar alapkövét. A tervezők célja az volt, hogy a különböző európai országok jellegzetes építészeti stílusát adják vissza az udvar egyes épületei. Az 1999-ben alakult Palatinus társaság a Komárom életében fontos szerepet játszó uralkodók (I. István, Gizella királyné, Szent László, IV. Béla, Luxemburgi Zsigmond, Mária Terézia), valamint Európa védőszentjei szobrainak felállítását tűzte ki célul. Az udvar épületei részben lakó, részben kereskedelmi funkciót töltenek be. 2000-ben felállították itt az egykor az Anglia-parkban álló zenepavilon rekonstrukcióját. Az udvar szökőkútját az Országalmáról nevezték el. Ünnepélyes átadása 2000. december 16-án volt.

## Képgaléria

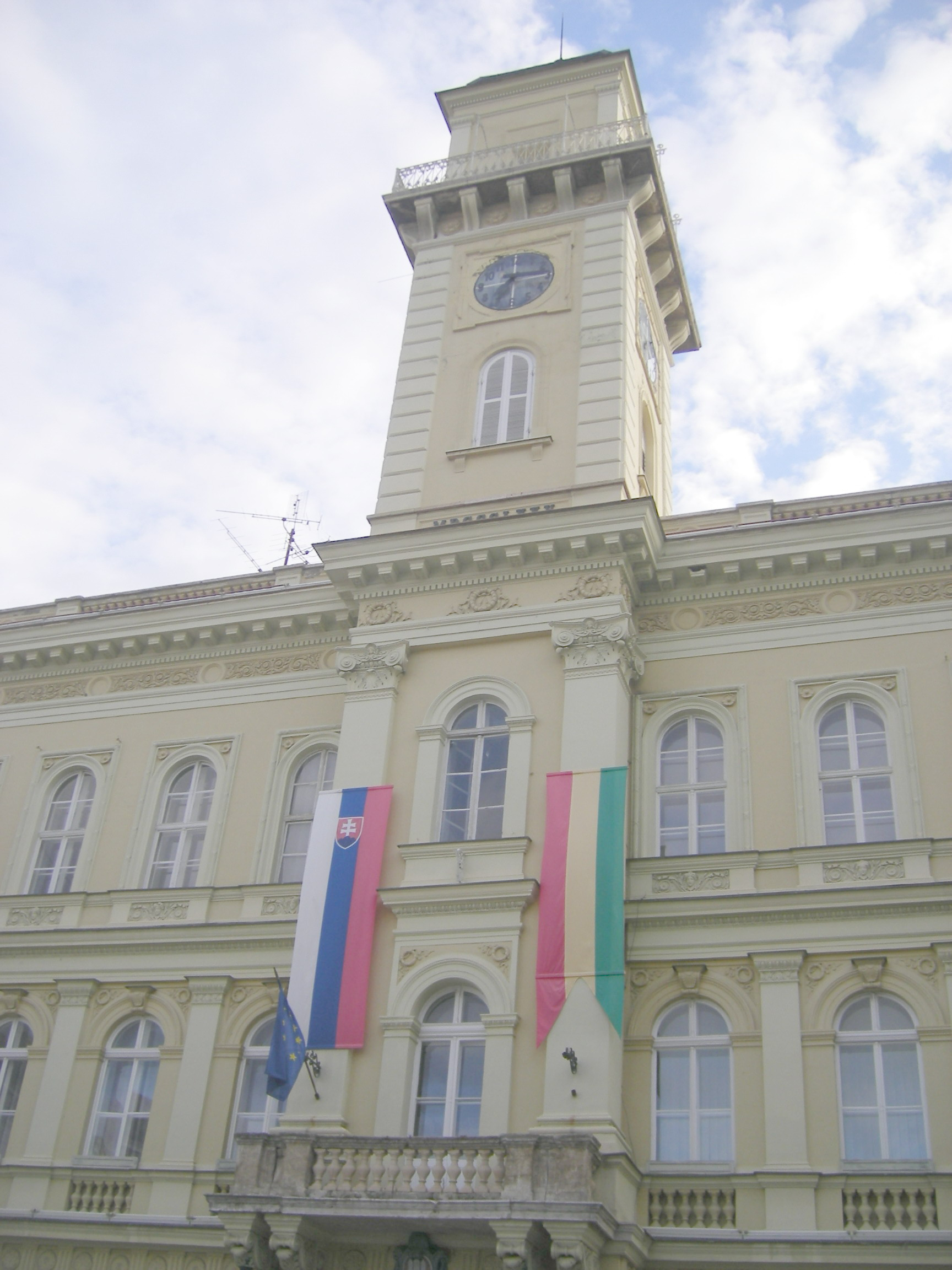
A városháza
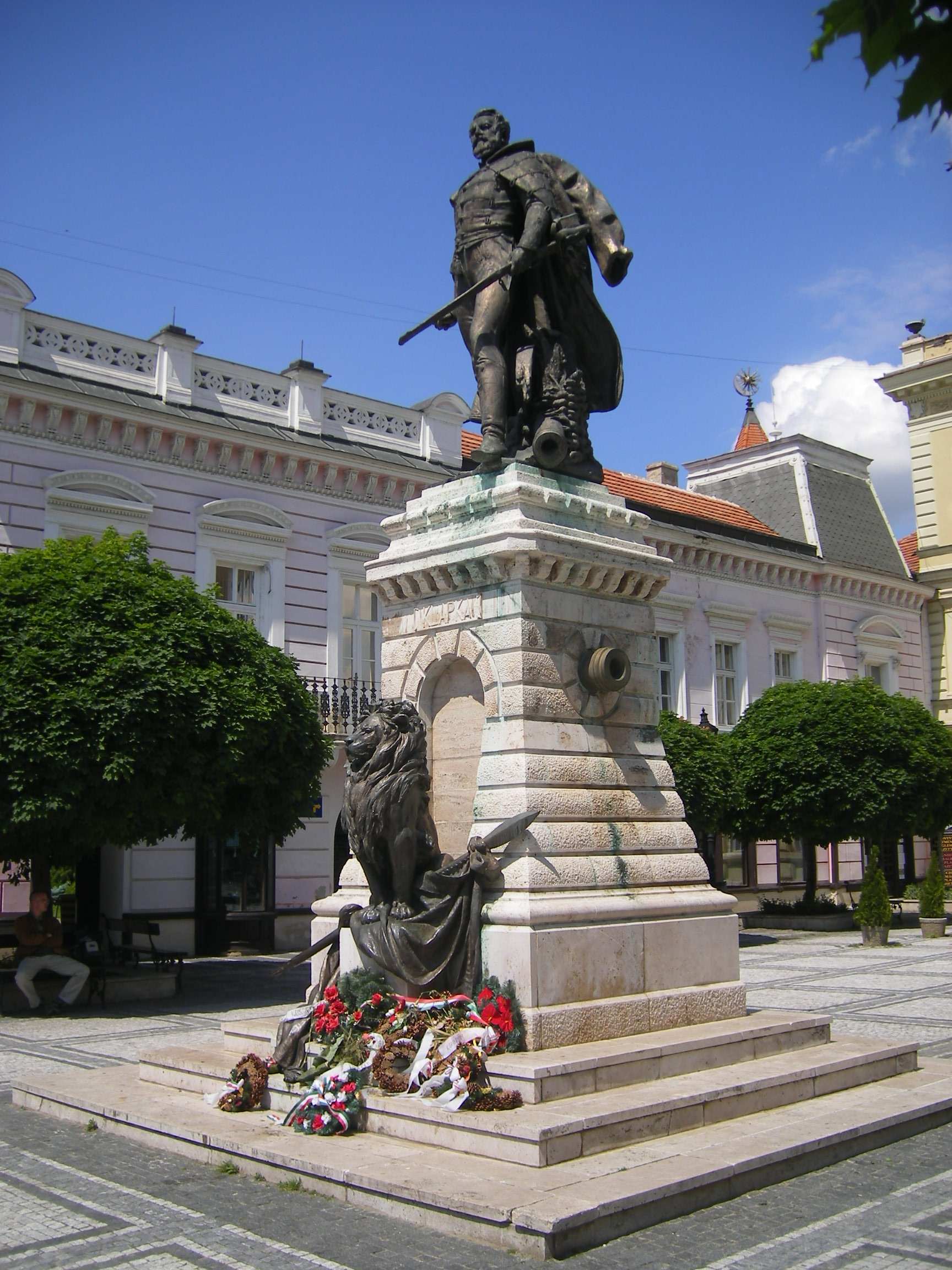
Klapka tábornok szobra
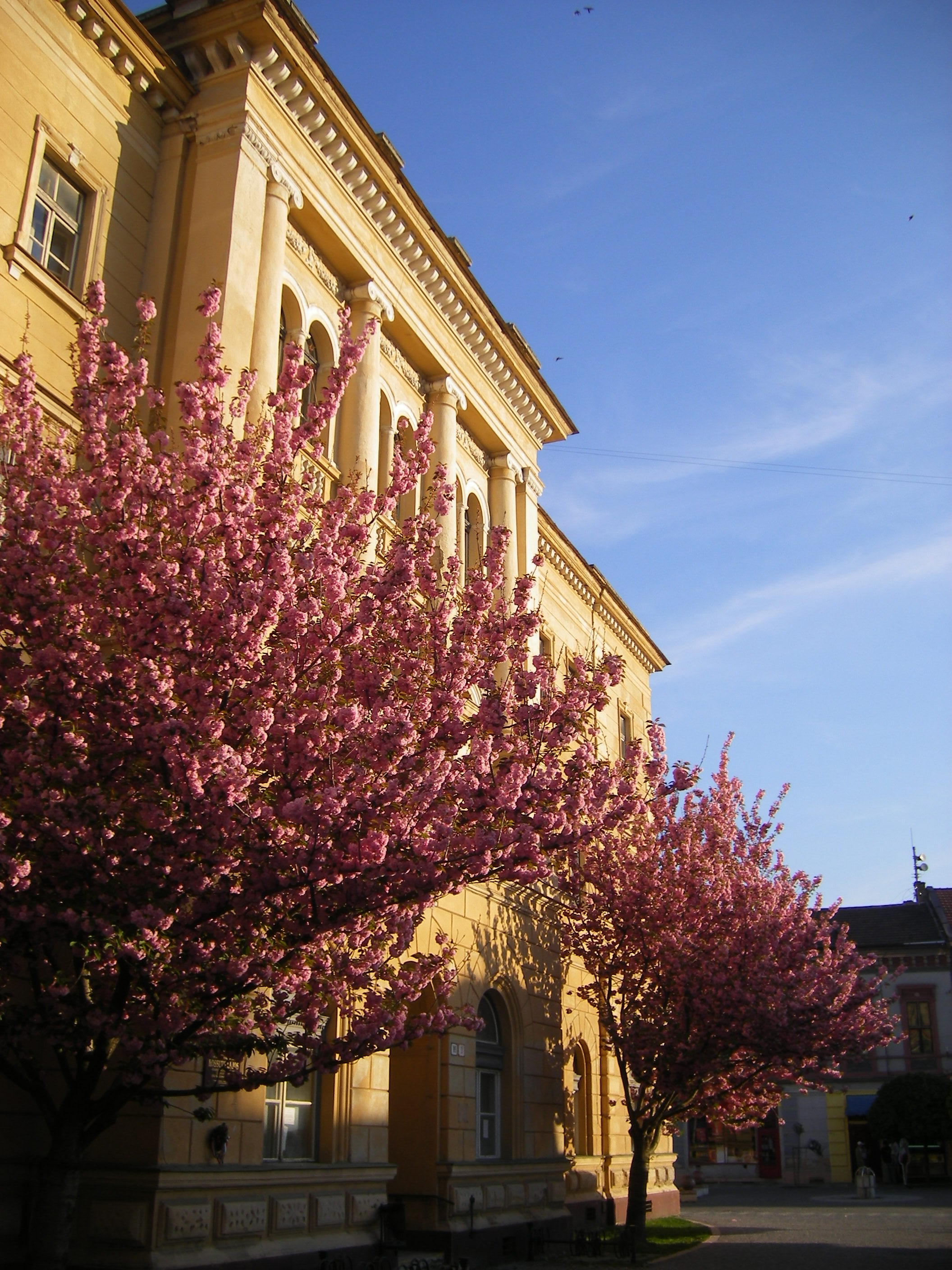
A volt rendelőintézet
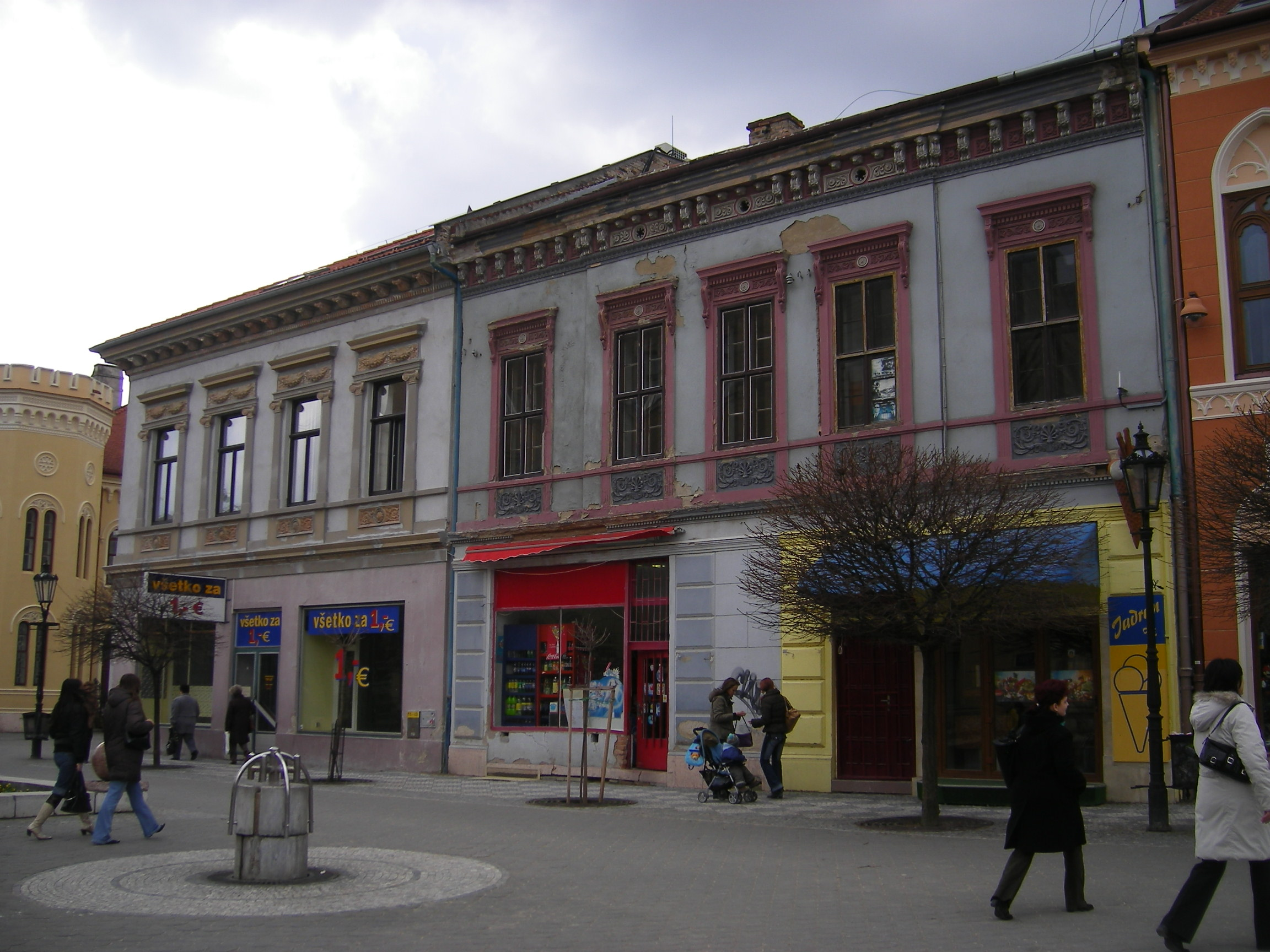
A tér déli oldalán álló polgárházak
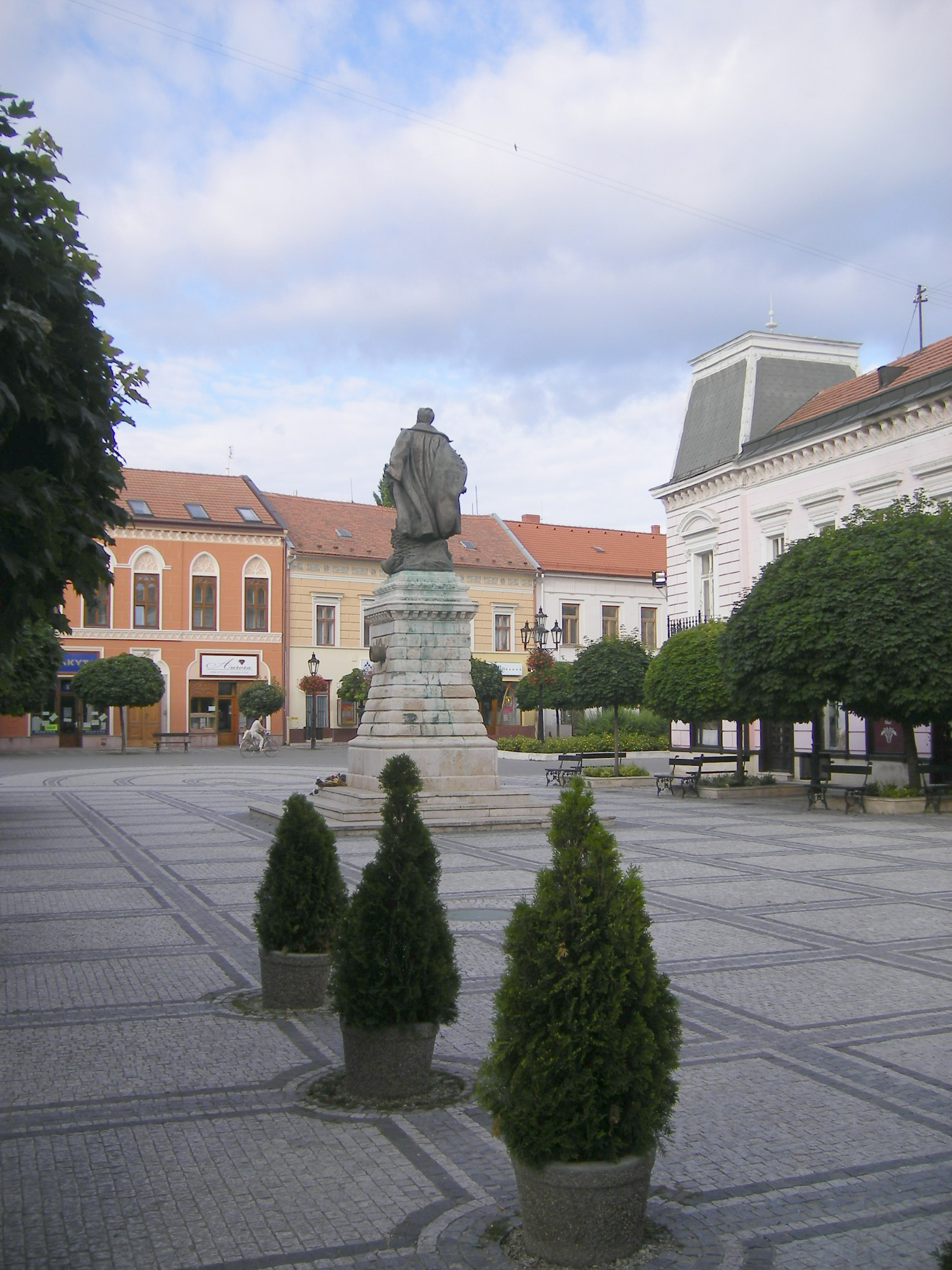
A tér júniusban
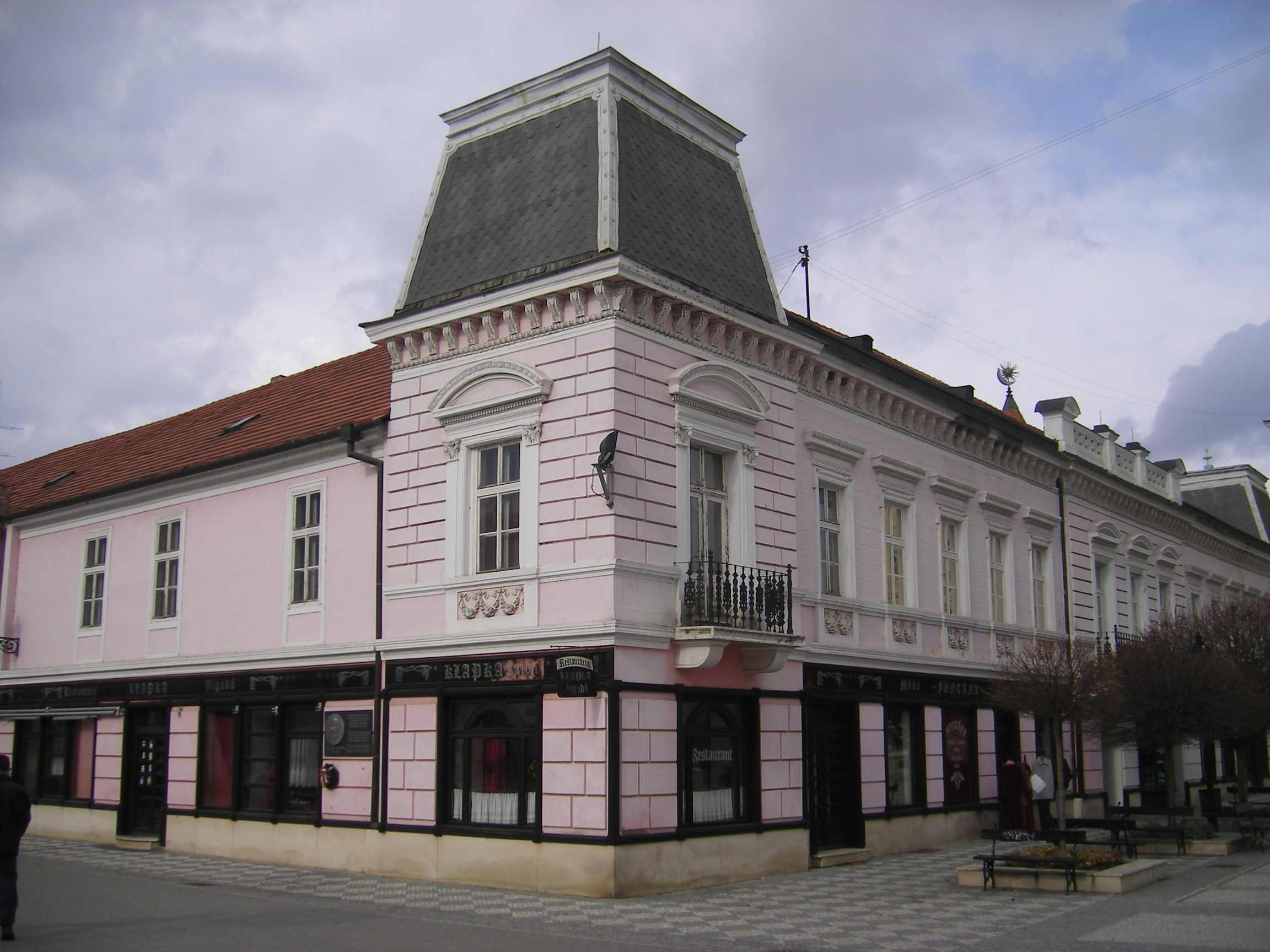
Zichy-palota
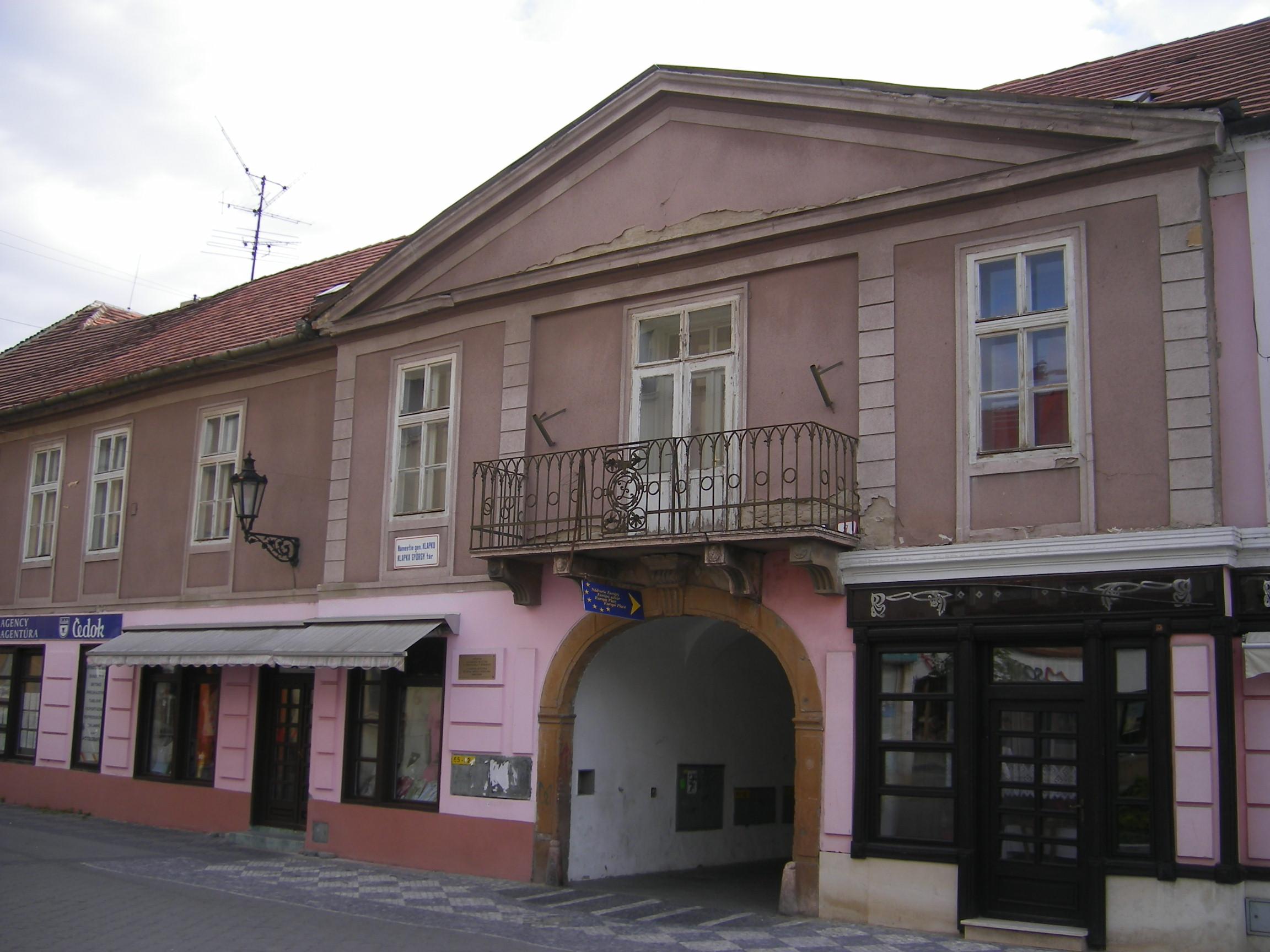
Zichy-palota
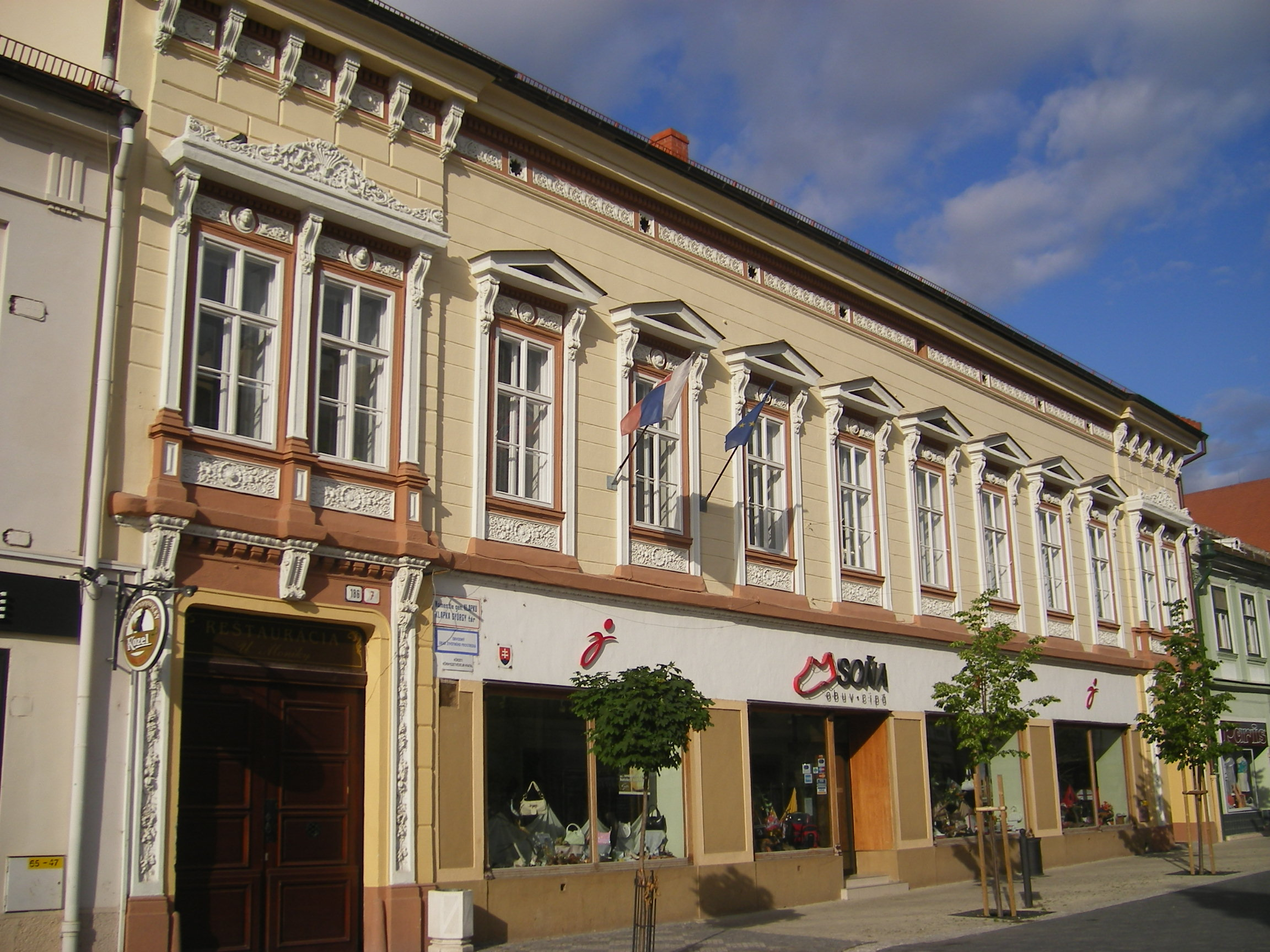
A 7. számú egykori polgárház
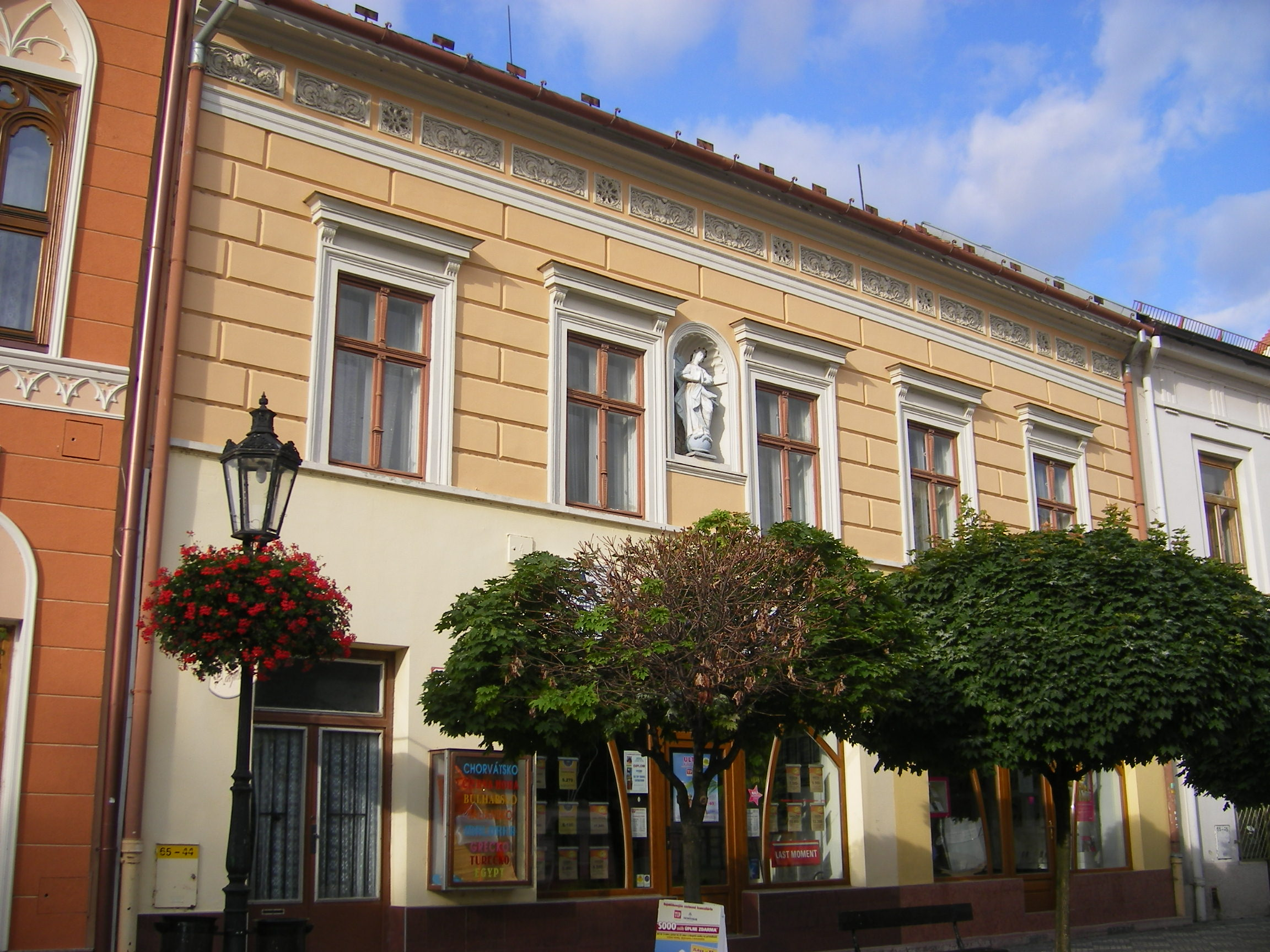
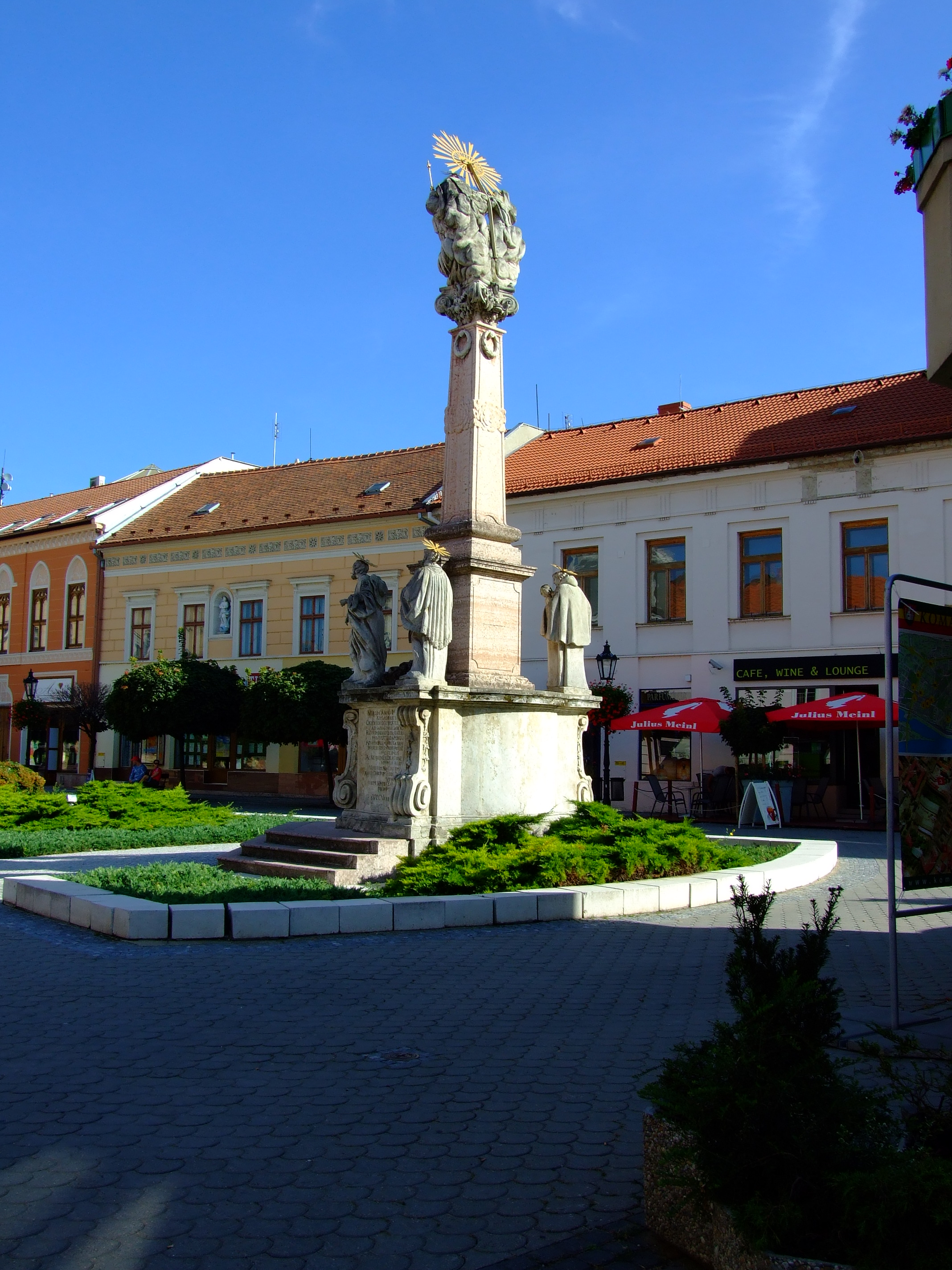
Szentháromság-szobor